# Hans-Ulrich Joeres
Hans-Ulrich Joeres (* 12. April 1955 in Oberhausen) ist ein deutscher Jurist. Er war vom 19. August 1999 bis 31. Januar 2021 Richter am Bundesgerichtshof.

## Leben und Wirken
Joeres promovierte 1981 an der Universität Bonn zu dem Thema Die Rechtsstellung des notwendig Beigeladenen im Verwaltungsstreitverfahren. Er war zunächst in der Justiz des Landes Nordrhein-Westfalen tätig und war dort am Landgericht Bonn und bei den Amtsgerichten Rheinbach und Euskirchen eingesetzt. Am Landgericht Bonn wurde er im Oktober 1985 zum Richter am Landgericht ernannt und von dort zwischen Juli 1988 und Mai 1992 als wissenschaftlicher Mitarbeiter an den Bundesgerichtshof abgeordnet. Kurz vor Ende dieser Abordnung wechselte Joeres im April 1992 als Richter am Bezirksgericht Magdeburg in den Justizdienst des Landes Sachsen-Anhalt. Im September 1992 wurde er am Oberlandesgericht Naumburg zum Richter am Oberlandesgericht ernannt und von dort in der Zeit von Januar 1996 bis Juni 1998 an das Ministerium der Justiz des Landes Sachsen-Anhalt abgeordnet. Im März 1999 wurde er am Oberlandesgericht Naumburg zum Vorsitzenden Richters am Oberlandesgericht befördert.
Joeres wurde am 19. August 1999 zum Richter am Bundesgerichtshof ernannt und war dem XI. Zivilsenat des Bundesgerichtshofs zugewiesen, der hauptsächlich für das Bank-, Börsen- und Wertpapierrecht sowie das Darlehens- und Bürgschaftsrecht zuständig ist.